# Vrångetjärnen (Landvetters socken, Västergötland)
Vrångetjärnen är en sjö i Härryda kommun i Västergötland och ingår i Kungsbackaåns huvudavrinningsområde.